# سمير رشاد اليوسفي
سمير رشاد أحمد شرف اليوسفي صحفي وإعلامي يمني

## مولده
ولد في 3 يناير 1968 عزلة بني يوسف. مديرية المواسط، بمحافظة تعز.

## الحالة الاجتماعية
متزوج وله خمسة أولاد (ثلاثة ذكور وبنتان) 

## المؤهلات التعليمية
- ماجستير صحافة تلفزيونية, كلية الآداب – جامعة عدن بتقدير ممتاز مع

مرتبة الشرف الأولى, عام 2014م.
- ماجستير إدارة أعمال - كلية الاقتصاد والتنمية, جامعة الجزيرة-السودان,

عام 2000م.
- كالوريوس صحافة – كلية الآداب, جامعة الملك سعود (الرياض سابقاً) عام 1992م.

• حاصل على ماجستير اعلام بتقدير ممتاز مع مرتبة الشرف - كلية الإعلام - جامعة عدن - اليمن 2014

## الوظائف والنشاطات
- رئيس مجلس إدارة مؤسسة الجمهورية للصحافة والطباعة والنشر رئيس تحرير

صحيفة الجمهورية بقرار جمهوري من تاريخ 7/5/2005م وحتى الآن، أسس خلال
هذه الفترة مجلة أسبوعية للأطفال (المثقف الصغير) وصحيفة أسبوعية للشباب
والرياضة (ماتش) 
إضافةَ إلى 7 ملاحق يومية صدرت من صحيفة الجمهورية خلال
الفترة مايو 2005 مارس-  2011م.
- عمل رئيساً لتحرير صحيفة (الثقافية) الصادرة عن مؤسسة الجمهورية خلال

الفترة 22/8/1999م وحتى 8/6/2008م.
- عمل مدرساً للصحافة والإعلام بالجامعة الوطنية في تعز خلال الفترة من

1995م وحتى 1999م.
- عمل نائباً لمدير تحرير صحيفة الجمهورية منذ 23 مايو 1995 وحتى 22

أغسطس 1999م , وأسس خلال عمله ملحق (الجمهورية الثقافية) وقام بالإشراف
عليه.
- عمل نائباً لمدير تحرير صحيفة (تعز) خلال الفترة يونيو – أغسطس 1998م.
- بدأ العمل بصحيفة الجمهورية في سبتمبر عام 1992م محرراً بإدارة الأخبار

ثم بإدارة التحقيقات, ومشرفاً على صفحتي التحليلات السياسية والفكر
الإسلامي حتى 23 مايو 1995م
- عضو نقابة الصحفيين اليمنيين وعضو اتحاد الأدباء والكتاب اليمنيين،

وعضو اتحاد الصحافة الخليجية, وعضو اتحاد الصحفيين العرب, وعضو في منظمة
الصحفيين العالمية.

## الشهادات التقديرية
- حاصل على شهادات تدريب في التحرير الصحفي والمهارات الإعلامية من معهد

دويتشه فيله (ألمانيا) .
- شارك في العديد من الحلقات النقاشية وورش العمل في اليمن, مصر, العراق,

الأردن, المغرب, السعودية, قطر, البحرين, سلطنة عمان, الإمارات, الكويت,
الصين, ألمانيا الاتحادية, بريطانيا.
- حاصل على شهادة تقدير من رئيس الجمهورية لدوره في تطوير الصحافة

اليمنية, مارس 2010م, ودرع وشهادة تقدير من بيت الشعر اليمني عام 2008م
ودرع مؤسسة السعيد للعلوم والثقافة مع جائزة وشهادة تقدير عام 2002م,
ودرع مؤسسة العفيف الثقافية وشهادة تقدير عام 1998م, وشهادة تقدير من
مركز دراسات المستقبل عام 1997م.